# لنارد مالونی
لنارد مالونی (انگلیسی: Lennard Maloney؛ زادهٔ ۸ اکتبر ۱۹۹۹) بازیکن فوتبال اهل آلمان است.
از باشگاه‌هایی که در آن بازی کرده‌است می‌توان به باشگاه فوتبال یونیون برلین و باشگاه فوتبال کمنیتس اشاره کرد.
وی همچنین در تیم‌های ملی فوتبال جوانان آلمان، جوانان آلمان، و United States men's national under-20 soccer team بازی کرده‌است.